# Isothecium philippeanum
Isothecium philippeanum là một loài rêu trong họ Brachytheciaceae. Loài này được Spruce mô tả khoa học đầu tiên năm 1847.